# Mario Bojórquez
Mario Bojórquez (Los Mochis, Sinaloa, 24 de marzo de 1968) es un poeta mexicano.Director de la revista literaria Círculo de Poesía.  

## Biografía
Es autor de libros de poesía, ensayo y traducción. Su obra ha obtenido diversos reconocimientos, entre los que destacan el Premio Nacional de Poesía Aguascalientes 2007. Ingresó al Sistema Nacional de Creadores de Arte en 2007.
Ha sido coordinador del Centro de Estudios Literarios del Instituto de Cultura de Baja California y de talleres literarios en las universidades de Sonora, de Sinaloa y de Baja California; coeditor de Ediciones Los Domésticos de Mexicali; gerente editorial del Centro Cultural Tijuana; gerente de extensión cultural y titular del programa para formación de lectores de alto rendimiento Los iniciados; editor asociado de la revista Biblioteca de México. Colaborador en la realización de programas literarios de radio para el IMER, profesor de Retórica y Poética en la Fundación para las Letras Mexicanas.
Es director de revista electrónica de literatura Círculo de Poesía y dirige, junto al poeta Alí Calderón, la colección editorial Valparaíso México y el Encuentro Internacional de Poesía Ciudad de México.
Fernando Salazar Torres, responsable de una selección de poemas aparecida en la revista Letralia en enero de 2017, destaca que su obra "posee variadas búsquedas [...] bien logradas" y agrega que la "medida silábica, el poema dramático, el verso libre, el verso blanco, son algunas de las formas" que Bojórquez —"poeta realmente muy completo"—, "establece".
Mario Bojórquez, junto con Mónica Lavín fueron anunciados como ganadores compartidos del Premio Nacional Letras de Sinaloa 2023 el 14 de noviembre. El Instituto Sinaloense de Cultura destacó la calidad de sus obras. La entrega del premio, dotado con 100 mil pesos, se realizó el 5 de diciembre en la Feria Internacional del Libro de Los Mochis. Este reconocimiento, compartido por primera vez, resaltó la narrativa de Lavín y la obra poética de Bojórquez. Ambos participaron en una conversación sobre sus procesos creativos. El premio ha sido otorgado anteriormente a figuras como Elena Poniatowska y Vicente Leñero.

## Polémicas
Bojórquez es miembro del grupo Círculo de Poesía, cuyos miembros en 2012 fueron acusado por varios escritores mexicanos de irregularidades en la concesión de los premios, por lo que solicitaron que no volvieran a formar parte de ningún jurado en futuros concursos.

## Obras

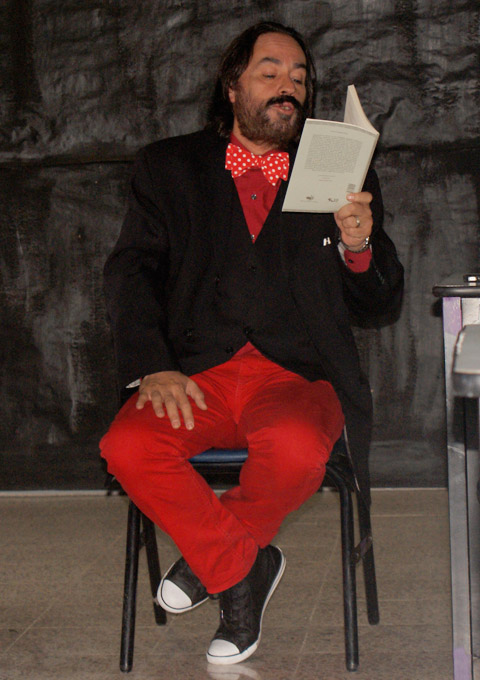
Bojórquez en 2015

- Pájaros sueltos, Instituto de Cultura de Baja California, México, 1991
- Penélope revisitada, Los Domésticos, México, 1992
- Bitácora de viaje de Fórtum Ximénez, Instituto de Cultura de Baja California, México, D. F., 1993
- Los domésticos, Los Domésticos, México, 1993
- Nuevas coplas y cantares del temible bardo Eudomóndaro Higuera alias el Tuerto, Dirección de Publicaciones de la Dirección de Investigación y Fomento de Cultura Regional, Culiacán, 1995
- Invocación al mar y otros poemas, Consejo Nacional para la Cultura y las Artes / Centro Cultural Tijuana, México, D. F., 1996
- Contradanza de pie y de barro, Consejo Nacional para la Cultura y las Artes (Fondo Editorial Tierra Adentro; 114), México, D. F., 1996
- La mujer disuelta, Los Domésticos, México, 1996
- Macehualiztli, La Tinta del Alcatraz (La Hoja Murmurante), Toluca, 1997
- Diván de Mouraria, Casa Fernando Pessoa, Lisboa, 1999
- Pretzels, LunArena / Gláphyras, México, D. F., 2005
- El deseo postergado, Lumen / Instituto Nacional de Bellas Artes / Consejo Nacional para la Cultura y las Artes / Instituto Cultural de Aguascalientes, México, D. F., 2007
- Y2K, Círculo de Poesía / Gláphyras, Ciudad de México, México, 2009
- El cerro de la memoria, Ayuntamiento de Culiacán (Palabras del Humaya) / Andraval, Culiacán, 2009
- El rayo y la memoria, antología de sus libros anteriores con prólogo de Mijail Lamas; Consejo Estatal para la Cultura y las Artes de Puebla (Los Olivos) / Círculo de Poesía, Puebla, 2012
- Hablar sombras, Andraval eddiiones, Culiacán, Sinaloa, 2013
- Memorial de Ayotzinapa, Visor, Madrid, 2016
- Aquí todo es memoria, antología, Caza de libros, editores / Agenda Cultural Gimnasio Moderno (Los Torreones), Colombia, 2016

## Premios y reconocimientos
- Premio Estatal de Literatura de Baja California 1990
- Beca del INBA (1991)
- Beca de DIFICUR (1993)
- Beca del FONCA(1994)
- Premio Nacional de Poesía Clemencia Isaura 1995
- Premio Nacional de Poesía Enriqueta Ochoa 1996 por Contradanza de pie y de barro
- Premio de Poesía Abigael Bohórquez 1996
- Beca del FOECA-Baja California, como creador con trayectoria (1997)
- Beca del FONCA (1999)
- Beca del FOECA-Sinaloa, como creador con trayectoria (2003)
- Premio Nacional de Poesía Aguascalientes 2007 por El deseo postergado
- Premio Bellas Artes de Ensayo Literario José Revueltas 2010 por Alteridad y poesía. Antología apócrifa de ensayos sobre heteronimia en la poesía iberoamericana actual
- Premio Alhambra de Poesía Americana 2012, otorgado por el Patronato de la Alhambra y Generalife y el Festival Internacional de Poesía de Granada, España
- Premio Nacional de Poesía Amado Nervo 2012
- Distinción Príncipe y Poeta Tecayehuatzin de Huexotzinco 2012
- Presea Ignacio Rodríguez Galván 2015
- Premiul Literature Fārā Frontiere del Festival del Libro de Transilvania 2016